# Pieter Brueghel (młodszy)

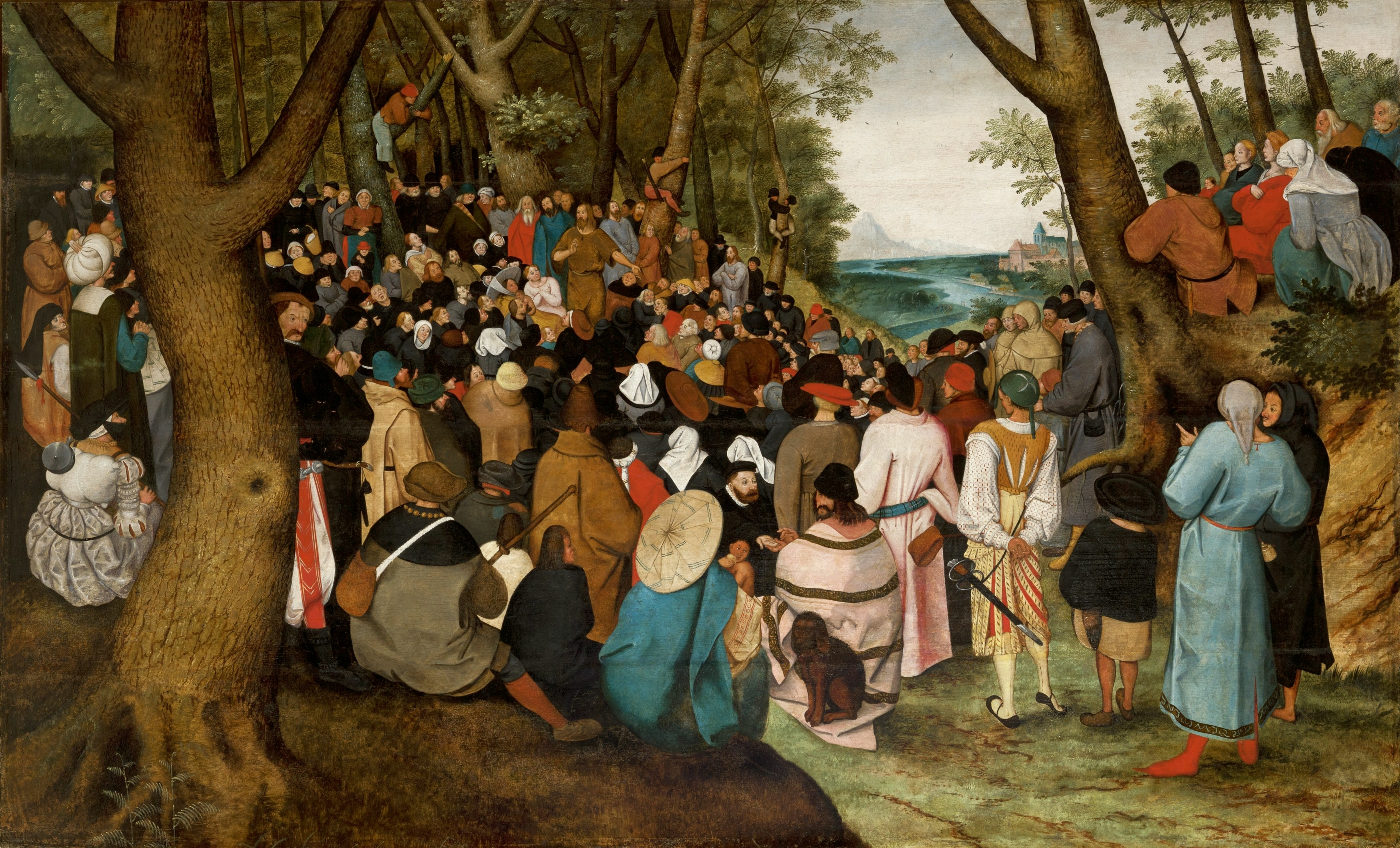
Kazanie Jana Chrzciciela, po 1566 r. Muzeum Narodowe w Krakowie - jedna z kilkunastu wersji tego obrazu wykonana przez tego samego artystę

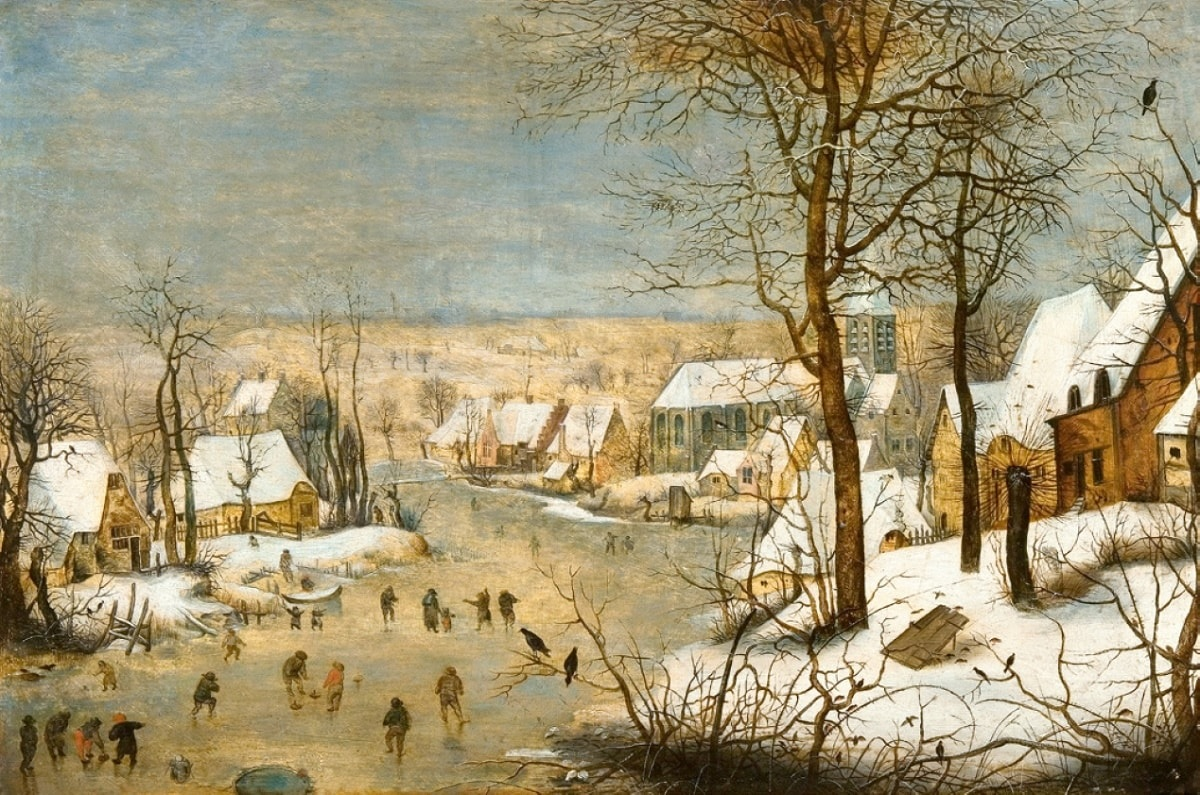
Pejzaż zimowy z łyżwiarzami i pułapką na ptaki (1586) Muzeum Narodowe we Wrocławiu

Pieter Brueghel (młodszy) (ur. 1564 lub 1565 w Brukseli, zm. na przełomie 1637 i 1638 w Antwerpii) – flamandzki malarz barokowy, syn Pietera Bruegla starszego, brat Jana zwanego Aksamitnym.

## Życiorys
Nazywano go Piekielnym z powodu często występującego na jego obrazach motywu ognia lub piekła, z zamiłowaniem przedstawiał sceny karczemne i bijatyki. W latach 1622–1629 podróżował po Włoszech, odwiedził Mediolan, Sycylię i Maltę. Po powrocie do Antwerpii kontynuował tradycję rodzinną i został cenionym malarzem. Działalność artystyczną rozpoczął kopiując obrazy swego ojca stopniowo wypracowując własny styl.
Pieter Brueghel prowadził duży warsztat malarski, zajmował się również handlem dziełami sztuki. W 1585 został przyjęty jako mistrz (wijnmeester) do gildii św. Łukasza w Antwerpii. Ożenił się z córką malarza Abrahama Janssensa, jego szwagrem był David Teniers młodszy. Najzdolniejszym uczniem artysty był Frans Snyders.

## Genealogia Brueghlów
|  |  |                           |                           |                           |                           | Pieter Bruegel (starszy)  |                           |  |  |                        |                        |                        |                        |                        |                        |  |  |               |               |               |               |               |               |  |  |                         |                         |                         |                         |                         |                         |  |  |
|  |  |                           |                           |                           |                           |                           |                           |  |  |                        |                        |                        |                        |                        |                        |  |  |               |               |               |               |               |               |  |  |                         |                         |                         |                         |                         |                         |  |  |
|  |  |                           |                           |                           |                           |                           |                           |  |  |                        |                        |                        |                        |                        |                        |  |  |               |               |               |               |               |               |  |  |                         |                         |                         |                         |                         |                         |  |  |
|  |  | Pieter Brueghel (młodszy) | Pieter Brueghel (młodszy) | Pieter Brueghel (młodszy) | Pieter Brueghel (młodszy) | Pieter Brueghel (młodszy) | Pieter Brueghel (młodszy) |  |  | Jan Brueghel (starszy) | Jan Brueghel (starszy) | Jan Brueghel (starszy) | Jan Brueghel (starszy) | Jan Brueghel (starszy) | Jan Brueghel (starszy) |  |  |               |               |               |               |               |               |  |  |                         |                         |                         |                         |                         |                         |  |  |
|  |  | Pieter Brueghel (młodszy) | Pieter Brueghel (młodszy) | Pieter Brueghel (młodszy) | Pieter Brueghel (młodszy) | Pieter Brueghel (młodszy) | Pieter Brueghel (młodszy) |  |  | Jan Brueghel (starszy) | Jan Brueghel (starszy) | Jan Brueghel (starszy) | Jan Brueghel (starszy) | Jan Brueghel (starszy) | Jan Brueghel (starszy) |  |  |               |               |               |               |               |               |  |  |                         |                         |                         |                         |                         |                         |  |  |
|  |  |                           |                           |                           |                           |                           |                           |  |  |                        |                        |                        |                        |                        |                        |  |  |               |               |               |               |               |               |  |  |                         |                         |                         |                         |                         |                         |  |  |
|  |  |                           |                           |                           |                           |                           |                           |  |  |                        |                        |                        |                        |                        |                        |  |  |               |               |               |               |               |               |  |  |                         |                         |                         |                         |                         |                         |  |  |
|  |  | Ambrosius Brueghel        | Ambrosius Brueghel        | Ambrosius Brueghel        | Ambrosius Brueghel        | Ambrosius Brueghel        | Ambrosius Brueghel        |  |  | Jan Brueghel (młodszy) | Jan Brueghel (młodszy) | Jan Brueghel (młodszy) | Jan Brueghel (młodszy) | Jan Brueghel (młodszy) | Jan Brueghel (młodszy) |  |  | Anna Brueghel | Anna Brueghel | Anna Brueghel | Anna Brueghel | Anna Brueghel | Anna Brueghel |  |  | David Teniers (młodszy) | David Teniers (młodszy) | David Teniers (młodszy) | David Teniers (młodszy) | David Teniers (młodszy) | David Teniers (młodszy) |  |  |
|  |  | Ambrosius Brueghel        | Ambrosius Brueghel        | Ambrosius Brueghel        | Ambrosius Brueghel        | Ambrosius Brueghel        | Ambrosius Brueghel        |  |  | Jan Brueghel (młodszy) | Jan Brueghel (młodszy) | Jan Brueghel (młodszy) | Jan Brueghel (młodszy) | Jan Brueghel (młodszy) | Jan Brueghel (młodszy) |  |  | Anna Brueghel | Anna Brueghel | Anna Brueghel | Anna Brueghel | Anna Brueghel | Anna Brueghel |  |  | David Teniers (młodszy) | David Teniers (młodszy) | David Teniers (młodszy) | David Teniers (młodszy) | David Teniers (młodszy) | David Teniers (młodszy) |  |  |
|  |  |                           |                           |                           |                           |                           |                           |  |  |                        |                        |                        |                        |                        |                        |  |  |               |               |               |               |               |               |  |  |                         |                         |                         |                         |                         |                         |  |  |
|  |  |                           |                           |                           |                           |                           |                           |  |  | Abraham Brueghel       |                        |                        |                        |                        |                        |  |  |               |               |               |               |               |               |  |  |                         |                         |                         |                         |                         |                         |  |  |